# El Lío: periódico quincenal de literatura y sport
El Lío: periódico quincenal de literatura y sport, va ser una publicació periòdica que va sortir a Reus el 1896.
Segons l'historiador reusenc Pere Anguera, a finals del segle xix es barrejaven els conceptes d'esport, activitat lúdica i relació social, totalment d'acord amb el tarannà de l'època. L'abril del 1896, al començar a publicar-se El Lío, s'hi va afegir com a subtítol: periódico quincenal de literatura y sport, barrejant en un sol paper dos lleures que a hores d'ara són força diferents, però que en aquell moment eren vistos com a complementaris, perquè corresponien a una voluntat final homologable, la distracció literària i l'esportiva. Un altre exemple molt més tardà va ser la publicació satírica La Vixeta el 1924, que portava per subtítol revista d'humor i d'esport.
Al primer número explica que bàsicament es dedicarà a la literatura, però farà comentaris dels esdeveniments esportius de la ciutat. Hi col·laborava de forma activa Cristóbal Litrán, un periodista i escriptor instal·lat a Reus que més tard va ser secretari personal de Ferrer i Guàrdia. També hi escrivien Ramon Fàbregas, poeta i periodista i Josep Gaya, un conegut ciclista i comerciant molt popular fundador del Club Velocipedista reusenc. Hi publicaven poemes Eugeni Mata i Josep Anguera Bassedas.

## Característiques tècniques
Va sortir primer quinzenalment, però degut a l'èxit que va tenir, a partir del número 4 (del 7 de juny) el subtítol va ser: Semanario Ilustrado de Literatura y Sport, i sortia cada setmana. Els textos eren en castellà i català, el format mida foli, encara que les dimensions van canviar, la redacció i administració al raval de Santa Anna 36, a la Impremta de Fills de Sanjuan.

## Localització
- Exemplars a la Biblioteca Central Xavier Amorós de Reus[3]
- Exemplars a l'Arxiu Nacional de Catalunya[4]